# Yodelice
Maxime Nouchy, dit Yodelice ou Maxim Nucci, est un auteur-compositeur-interprète, musicien, producteur et acteur français, né le 23 février 1979 à Créteil (Val-de-Marne). Il utilise majoritairement le mononyme «  Yodelice    » pour son activité musicale, hormis son premier album et une partie des musiques de films qu'il a composées sous le nom de «  Maxim Nucci », pseudonyme qu'il utilise aussi comme acteur.
Il commence son parcours musical dès l'âge de six ans au conservatoire et, à quinze ans, il quitte la France pour étudier au Musician Institute de Londres. Il y obtient un poste d'enseignant, devenant le plus jeune professeur de l'institution, tout en signant son premier contrat avec Polygram.
Au début des années 2000, Nucci acquiert une notoriété en participant à l'émission Popstars comme réalisateur technique pour le groupe L5, puis en travaillant avec des artistes tels que Jenifer (dont il partagera la vie et avec qui il aura un fils). Il commence à travailler au cinéma avec une première expérience d'acteur et de compositeur sur le film Alive. Il sort un premier album solo dans la foulée, en 2006, qui n'obtient pas le succès escompté.
Il opte alors pour une nouvelle identité musicale en 2009, sous le nom de « Yodelice » , inspirée des univers sombres de Tim Burton et Jim Jarmusch. Sous ce pseudonyme, il rencontre le succès avec ses albums (obtenant notamment la Victoire de l'album révélation de l'année pour Tree of Life) et collabore avec des figures marquantes de la scène musicale française comme Johnny Hallyday et Jain. À partir de 2010, il commence une collaboration artistique au cinéma avec le réalisateur Guillaume Canet.

## Biographie

### Jeunesse et formation
Il s'intéresse à la musique très tôt, dès six ans, et est inscrit au conservatoire.
En 1994, alors âgé de quinze ans, il quitte la France pour l'Angleterre et Londres afin de suivre des cours au Musician Institute. Il obtient son diplôme quelques années plus tard et reste à l'institut dans un premier temps pour y enseigner, devenant ainsi le plus jeune professeur de l'école. Il compose aussi ses propres chansons, qu'il envoie à plusieurs maisons de disques, avant d'être repéré par Universal Music. C'est à dix-sept ans qu'il signe un premier contrat d'édition avec une filiale, Polygram, et à vingt ans, son premier contrat de musicien.

### De l'émissionPopstarsau filmAlive(2001-2003)
En 2001, Maxim Nucci connaît sa première expérience professionnelle avec le show Popstars de M6. Il est en effet l'arrangeur et le réalisateur technique du groupe de l'émission, les L5, dont il a notamment la charge du premier album. Le disque s'avère être un franc succès commercial avec plus d'un million d'exemplaires vendus,. Cette réussite permet à Maxim Nucci d'enregistrer son premier single solo : Dis à l'amour, mais qui ne rencontre pas le succès. Commençant à se faire un nom dans le milieu de la musique, il est amené à composer plusieurs chansons du deuxième album de sa compagne, la chanteuse Jenifer : sur l'album Le Passage, il signe ainsi Chou boup, De vous à moi, Ose, et le single Serre-moi.
En 2001, la chanteuse espagnole Ana Torroja inclut la chanson Mes prières, produite et écrite par Maxim Nucci, dans son album homonyme.
En 2003, il écrit pour M6 la musique du film Alive, comprenant des sonorités R'n'B plutôt destinées à un jeune public. Le film, avec comme acteur principal Richard Anconina, sorti en 2004, ne rencontre pas un succès commercial époustouflant mais lui ouvre certaines portes, dont les premières parties de Calogero et Vanessa Paradis, où il commence à se créer un vrai répertoire.

### De l'échec du premier album solo à Yodelice (2006-2009)

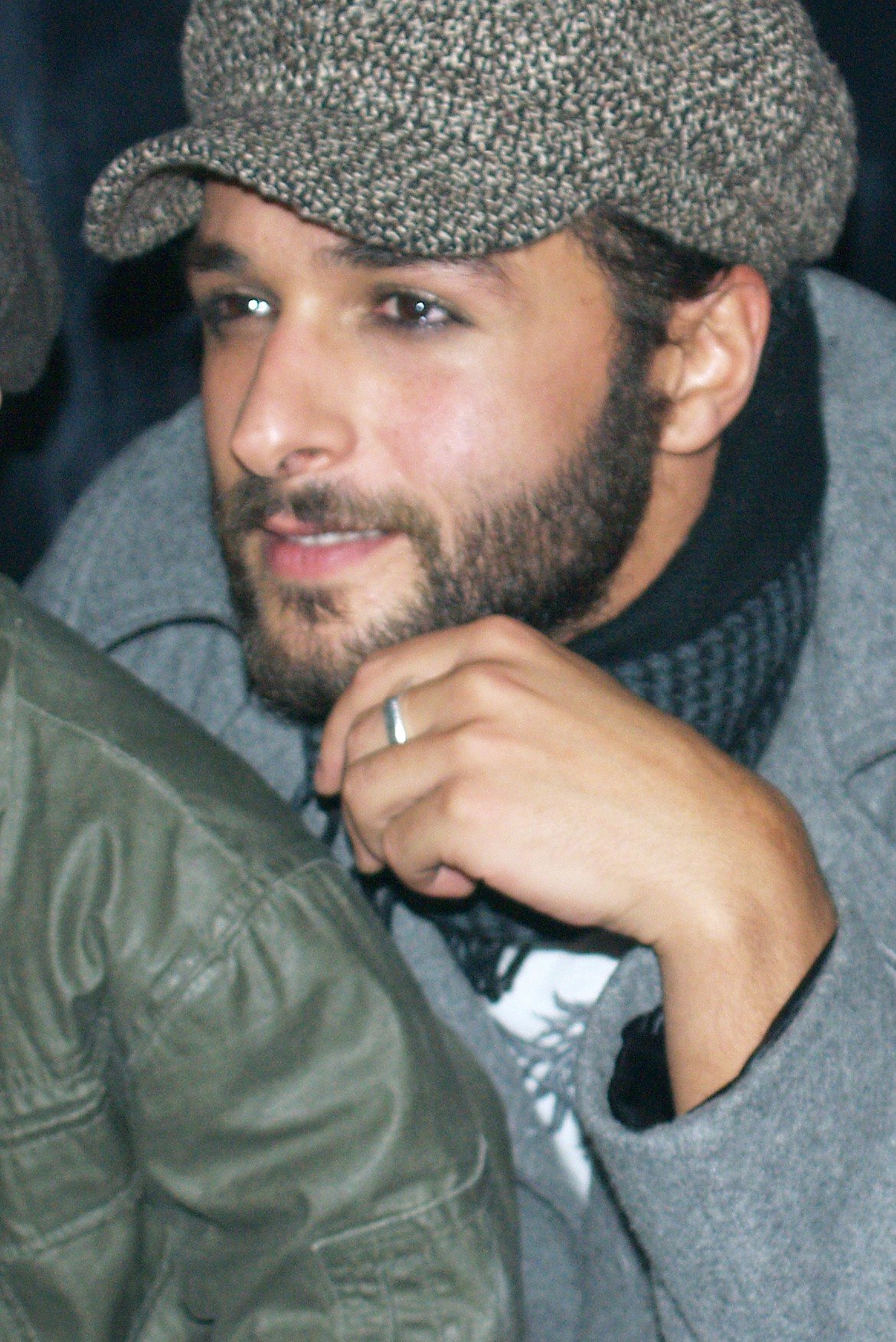
Le chanteur après un concert, en novembre 2009.

Il retourne dans les studios en 2006 pour enregistrer son premier album solo, simplement intitulé Maxim Nucci, qui reprend des sonorités folk, funk festif, pop-rock et variété. Pour cet album sorti chez Mercury Records, il joue de tous les instruments présents sur le disque ; toutefois, l'album ne marche pas. La même année, il fait une apparition dans le film Ne le dis à personne de Guillaume Canet.
En 2007, il réalise l'intégralité du troisième album de Jenifer, Lunatique, qui atteint la première place du hit-parade français et la deuxième en Belgique. C'est cette même année que Matthieu Chedid, alias -M-, lui propose des premières parties de Vanessa Paradis à Bruxelles, où il se retrouve à chanter devant un public nombreux. Il enchaîne ensuite avec Ayọ à l'Olympia ou encore Goran Bregovic au Grand Rex.
La carrière de Maxim Nucci prend un tournant en 2009 lorsqu'il décide de définitivement s'éloigner de ce qu'il a pu faire auparavant. Il se crée alors un personnage imaginaire, en s'inspirant des univers de Tim Burton et Jim Jarmusch, qu'il appelle « Yodelice ». Le nom « Yodelice » vient d'une maison en Espagne, la « Casa Yodelice », où il a composé son album. Le personnage est décrit comme suit : « Yodelice, venu d'un monde imaginaire appelé Spookland est un grand gaillard habillé sombrement, chevelu et barbu, avec une plume piquée sur son chapeau melon et une larme maquillée sur la joue. »
En 2009, il sort son premier album sous ce nom, intitulé Tree of Life, ne contenant que des chansons en anglais composées avec Marianne Groves. Le premier single extrait est Sunday With a Flu, dont le clip a été réalisé par Guillaume Canet.

### Collaborations avec des stars (années 2010)
En 2010, il fait une apparition dans le film Les Petits Mouchoirs de Guillaume Canet, où il interprète entre autres sa chanson Talk To Me. Nommé aux Victoires de la musique dans la catégorie « Album révélation de l'année » pour Tree of Life en 2010, il remporte la victoire face à Archimède, Revolver et Sliimy.
En 2010, sort son deuxième album, Cardioid. Lors de la tournée, Marion Cotillard l'accompagne sur scène sous le nom de Simone.
En 2011, il compose et écrit plusieurs chansons de l'album Jamais seul de Johnny Hallyday.
Durant l'été 2012, il enregistre une reprise rock pour Arte de People Are Strange de The Doors. Eliott Bliss en signe le clip.
En 2013, il sort l'album Square Eyes, résolument plus rock que ses deux prédécesseurs.

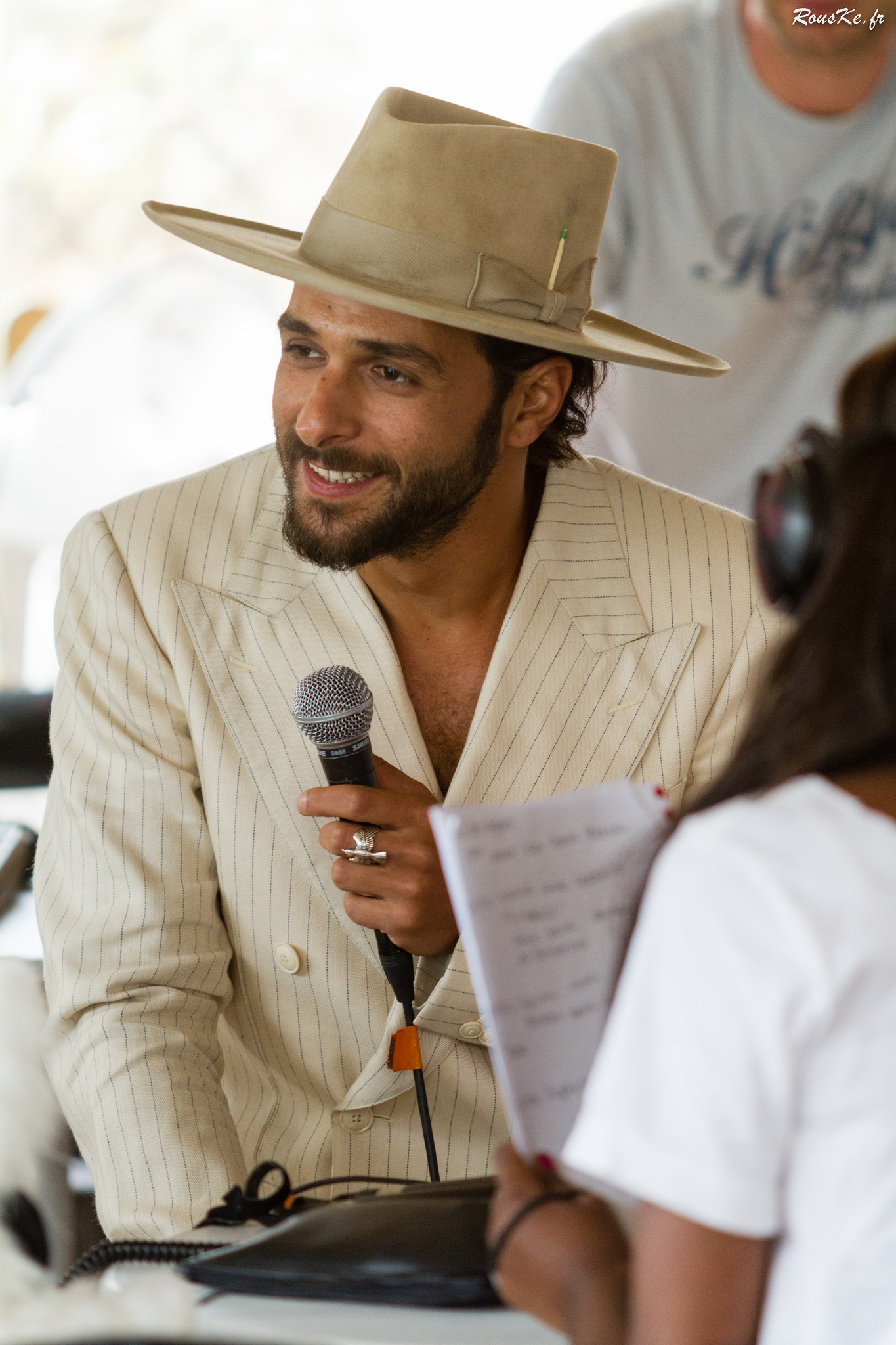
Le chanteur en interview pour Radio Nova en août 2014.

L'album est suivi d'une tournée de plus d'un an à travers toute la France. Sur scène, Maxime Nucci est accompagné de son guitariste, Xavier Caux, qui jouait déjà avec lui sur les deux précédentes tournées. À la basse, on trouve Seb Hoog, et à la batterie, Thibault Lecoq. En février 2014, Seb Hoog, qui a d'autres engagements auprès de Jeanne Cherhal, cède la place à Édouard Polycarpe. La tournée se termine le 14 novembre 2014 au Zénith de Paris.
Un album live est réalisé durant cette tournée, intitulé Like A Million Dreams et est sorti le 22 septembre 2014.
En 2014, il a été nommé aux Globes de Cristal dans la catégorie Meilleur interprète masculin. La même année, il compose et/ou écrit plusieurs morceaux de l'album Rester vivant de Johnny Hallyday.
En juin 2015, Yodelice fait partie pour la première fois du Grand Jury du Festival du film de Cabourg.
Durant l'été 2015, il compose et réalise le nouvel album de Johnny Hallyday, intitulé De l'amour. L'opus, enregistré dans la confidence totale, est annoncé au public par Johnny Hallyday en concert au stade Pierre-Mauroy le 9 octobre 2015. Présenté comme résolument rock and roll, où se mêlent blues, country et rockabilly, le disque sort le vendredi 13 novembre 2015.
Cette même année, Yodelice produit l'album Zanaka de la jeune chanteuse Jain, contactée quelques années plus tôt au travers de la plate-forme Myspace. Il continue ensuite sa collaboration avec la chanteuse sur ses albums suivants.
Il compose ensuite la musique du film Rock'n Roll de Guillaume Canet, sorti en 2017. Il y apparaît également dans son propre rôle, accompagné de son ami Johnny Hallyday. La même année, il commence la réalisation du nouvel album de ce dernier, brutalement décédé le 5 décembre 2017, mais ayant néanmoins pu enregistrer dix titres sur les douze initialement prévus. En janvier 2018, il se rend à Los Angeles afin de finaliser le disque. Une réalisation pour laquelle il est secondé par Yarol Poupaud et Yvan Cassar, ce dernier réalisant à Londres l'enregistrement des cordes[réf. nécessaire].

### Vie privée
En 2002, Yodelice collabore avec la gagnante de la première saison de la Star Academy, Jenifer Bartoli, afin de travailler sur son premier album. Ils se mettent en couple peu après leur rencontre et, le 5 décembre 2003, Jenifer donne naissance à leur fils, Aaron. Le couple se sépare en février 2008 après six ans de vie commune.
Depuis octobre 2015, Yodelice partage la vie de la journaliste Isabelle Ithurburu. Le 1er août 2018, sa compagne donne naissance à leur fille, Mia.

## Discographie

### Albums studio
Sous le nom de Maxim Nucci
- 2006 : Maxim Nucci

Sous le nom de Yodelice
- 2009 : Tree of Life
- 2010 : Cardioid
- 2013 : Square Eyes
- 2022 : The Circle
- 2024 : What’s the Cure?

### Album live
- 2014 : Like a Million Dreams

## Filmographie

### Compositeur
- 2004 : Alive de Frédéric Berthe
- 2005 : Mon maître d'école (documentaire) d'Émilie Thérond
- 2008 : Mon clown (documentaire) de Bastien Duval - générique
- 2013 : Blood Ties de Guillaume Canet
- 2017 : Rock'n Roll de Guillaume Canet

### Acteur
- 2004 : Alive de Frédéric Berthe : Mathieu
- 2006 : Ne le dis à personne de Guillaume Canet : l'assistant de Charlotte Bertaud
- 2008 : MR 73 d'Olivier Marchal : Richard
- 2010 : Les Petits Mouchoirs de Guillaume Canet : Franck
- 2017 : Rock'n Roll de Guillaume Canet : lui-même

## Distinctions

### Récompense
- Victoires de la musique 2010 : album révélation de l'année pour Tree of Life

### Nominations
- Prix Constantin 2009 pour Tree of Life
- Victoires de la musique 2011 : album rock de l'année pour Cardioid